# José Méndez (Ruderer)
José Luis Méndez García (* 9. Mai 1937 in Pontevedra; † 8. Januar 2021) war ein spanischer Ruderer und Sportfunktionär.

## Karriere
José Méndez García begann im Alter von 15 Jahren mit dem Rudersport beim Real Club Náutico de Vigo. Er gewann mehrere Medaillen bei Spanischen Meisterschaften. Bei den Olympischen Sommerspielen 1960 in Rom gehörte er der spanischen Bootsbesatzung in der Regatta mit dem Vierer mit Steuermann an. Die Crew um Méndez schied jedoch im Vorlauf aus.
Zwischen 1961 und 1967 lebte der Spanier wegen seines Berufes in Frankreich und ruderte bei einem Ruderclub in Paris. Nach seiner Rückkehr nach Spanien gründete er die Ruderabteilung des Club Liceo Martitimo de Bouzas und wurde 1969 Trainer des Nationalkaders. 1974 war er Mitbegründer des Club Remo de Miño in Tui und wurde dessen Präsident und Trainer. Der Club entwickelte sich zu einem der führenden Rudervereine in der Region. 1989 wurde Méndez zum Vizepräsidenten des Spanischen Ruderverbandes ernannt und vertrat diesen in seiner Eigenschaft als Delegierter bei internationalen Regatten wie beispielsweise bei den Ruder-Weltmeisterschaften 1990 in Tasmanien. Er wurde ein spanischer Vertreter im IOC und war bei der Eröffnungsfeier der Olympischen Sommerspiele 1992 in Barcelona einer der Fackelträger. 2015 wurde Méndez erneut Präsident beim Club Remo de Miño, legte sein Amt jedoch 2019 aus gesundheitlichen Gründen nieder. Später wurde er zum Ehrenpräsidenten des Clubs ernannt.